# Liste d'élections nationales en 2020
Chronologie des élections nationales
- 2016
- 2017
- 2018
- 2019
- 2020
- 2021
- 2022
- 2023
- 2024

Cette liste recense les élections nationales organisées durant l'année 2020. Elle inclut les élections présidentielles et parlementaires, ainsi que les référendums, dans les États souverains ou sécessionnistes,.
Les élections infra-nationales (territoriales, régionales, municipales,...) sont répertoriées dans la liste d'élections infranationales en 2020.

## Commentaires généraux
En raison de la pandémie de Covid-19, de nombreux scrutins ont été reportés.
Aux États-Unis, le président Donald Trump, figure de la droite populiste, perd l'élection présidentielle de novembre après un seul mandat, au profit du démocrate Joe Biden. Les démocrates (centristes, sociaux-libéraux) conservent par ailleurs le contrôle de la Chambre des représentants, malgré un recul. Donald Trump affirme et maintient sans preuve avoir gagné, malgré le rejet de ses recours par les tribunaux des divers États et par la Cour suprême fédérale (majoritairement conservatrice).
En Bolivie, des élections présidentielle et législatives ont lieu en octobre, après le coup d'État qui a annulé les élections remportées en 2019 par la gauche. Les résultats sont un désaveu pour la droite qui exerce le pouvoir par intérim : Le candidat de gauche Luis Arce est élu président de la République dès le premier tour, et son Mouvement vers le socialisme obtient une plus large majorité encore à l'Assemblée législative qu'il n'avait eue en 2019.
Israël connaît en mars ses troisièmes élections législatives en moins d'un an, les principaux partis ne parvenant pas à s'accorder sur la formation d'un gouvernement. Ce scrutin, qui produit à nouveau un parlement divisé, aboutit enfin à un accord de gouvernement de droite et du centre en mai. La dislocation de ce gouvernement en décembre signifie toutefois la tenue de nouvelles élections en 2021.
En Iran, la plupart des candidats modérés et réformistes sont interdits de participation aux élections législatives en février, garantissant ainsi par avance la victoire aux conservateurs. Dans les régimes autoritaires d'Asie centrale (Ouzbékistan en janvier, Azerbaïdjan en février, Tadjikistan en mars et octobre), les partis du gouvernement remportent très largement les élections législatives ou présidentielle, l'opposition étant réprimée ; c'est également le cas au Cameroun du président autoritaire Paul Biya, au pouvoir depuis quatre décennies, en février. Au Kirghizistan toutefois, la commission électorale annule les résultats des élections législatives d'octobre, largement remportées par le gouvernement mais entachées d'irrégularités.
En Biélorussie, l'élection présidentielle en août, qui reconduit le président autoritaire Alexandre Loukachenko pour un sixième mandat, provoque d'importantes manifestations contre les fraudes jugées massives. Au Vénézuela, le Parti socialiste unifié du très contesté président Nicolás Maduro (gauche), qui refuse de reconnaître l'Assemblée nationale acquise à l'opposition depuis les élections législatives de 2015 et qui en retour n'est pas reconnu par elle, remporte très largement les élections législatives en décembre, mais avec un taux de participation de seulement 31 %, le scrutin étant boycotté par la majeure partie de l'opposition.

Carte du monde indiquant les pays organisant des élections ou des référendums nationaux :
Présidentielle
Législatives
Présidentielle et législatives
Référendum
Législatives et référendum
Présidentielle, législatives et référendum
Législatives et judiciaires
Présidentielle, législatives et judiciaires

## Par mois

### Janvier
| Date             | Pays          | Élections      | Contexte | Résultats |
| ---------------- | ------------- | -------------- | --- | --- |
| 5 janvier        | Croatie       | Présidentielle | 2d tour. | Alternance. Zoran Milanović (Parti social-démocrate : centre gauche pro-européen), ancien Premier ministre, est élu avec 52,7 % des voix face à la présidente sortante Kolinda Grabar-Kitarović (sans étiquette mais soutenue par le parti dont elle est issue, l'Union démocratique : droite national-conservatrice et chrétienne, pro-européenne).                                                                                                 |
| 5 janvier        | Ouzbékistan   | Législatives   | 2d tour. L'Ouzbékistan est un régime autoritaire. Les seuls partis politiques autorisés sont ceux acquis au gouvernement. | Le scrutin aboutit à de légères variations en sièges des cinq partis composant la chambre, tous acquis au gouvernement du président Shavkat Mirziyoyev. Le Parti libéral-démocrate (autoritaire, populiste), parti du président, dispose d'un peu plus d'un tiers des sièges, et de la majorité relative. |
| 6 janvier        | Îles Marshall | Présidentielle | Scrutin indirect : À la suite des élections législatives en novembre 2019, les députés élisent le président de la République. | Alternance. David Kabua, candidat de l'opposition, l'emporte sur la présidente sortante Hilda Heine par 22 voix contre 10. |
| 11 janvier       | Taïwan        | Présidentielle | | La présidente Tsai Ing-wen (Parti démocrate progressiste : centre-gauche social-libéral, progressiste, indépendantiste) est réélue avec 57,1 % des voix face à deux autres candidats dont notamment Han Kuo-yu (Kuomintang : conservateur ; 38,6 %). |
| 11 janvier       | Taïwan        | législatives   | | Le Parti démocrate progressiste conserve par ailleurs la majorité absolue des sièges au Parlement. |
| 16 et 17 janvier | Ouzbékistan   | Sénatoriales   | Scrutin indirect | |
| 19 janvier       | Comores       | Législatives   | 1er tour. Les principaux partis d'opposition boycottent le scrutin. | La Convention pour le Renouveau des Comores (centre-gauche), parti du président Azali Assoumani, remporte une courte majorité absolue des sièges dès ce 1er tour. |
| 22 janvier       | Grèce         | Présidentielle | Scrutin indirect par les membres du parlement. | La candidate indépendante Ekateríni Sakellaropoúlou, objet d'un consensus entre les principales forces politiques du pays, est élue dès le premier tour de scrutin. Elle devient la première femme présidente du pays. |
| 23 janvier       | Népal         | Sénatoriales   | Scrutin indirect par les élus provinciaux et municipaux. | Le scrutin voit la victoire du Parti communiste du Népal qui accroit sa majorité absolue à la chambre en remportant dix sept des dix neuf sièges mis en jeu. |
| 26 janvier       | Pérou         | Législatives   | Scrutin convoqué de manière anticipée par le président Martín Vizcarra (parti Péruviens pour le Changement : centre-droit conservateur, libéral en économie), à la suite des conflits avec la majorité parlementaire détenue par le parti Force populaire (droite à extrême-droite, fujimoriste, national-conservatrice, libérale en économie) sur les mesures qu'il souhaite adopter contre la corruption. | Congrès sans majorité. Le parti Action populaire (centriste, libéral, social-démocrate) progresse nettement et obtient la majorité relative avec un peu moins d'un siège sur cinq. Le parti Force populaire, qui disposait de la majorité absolue, perd la très grande majorité de ses sièges et termine à la cinquième place. Bien que très fragmentée, la nouvelle assemblée apparaît favorable aux réformes souhaitées par le président Vizcarra. |

### Février
| Date       | Pays        | Élections                | Contexte | Résultats |
| ---------- | ----------- | ------------------------ | --- | --- |
| 8 février  | Irlande     | Législatives             | Élections anticipées | Parlement sans majorité. Le Sinn Féin (gauche républicaine, ancienne branche politique de l'IRA), progresse très nettement et obtient la majorité relative des voix avec un peu moins d'un quart des suffrages, pour autant de sièges que le parti Fianna Fáil (centre-droit conservateur) : un peu moins d'un quart des sièges. Le Sinn Féin devient ainsi l'un des trois grands partis au Dáil Éireann, devançant de deux sièges le Fine Gael (centre-droit progressiste, libéral) du Premier ministre Leo Varadkar. Le Parti vert (centre-gauche écologiste) devance le Parti travailliste (centre-gauche) pour devenir le quatrième plus grand parti au Dáil. Un gouvernement de coalition est formé le 27 juin, rassemblant le Fianna Fáil, le Fine Gael et le Parti vert. C'est la première fois que le Fianna Fáil et le Fine Gael, partis aux positions politiques très proches mais issus des camps opposés de la guerre civile irlandaise de 1922-1923, gouvernent ensemble. Micheál Martin (Fianna Fáil) devient Premier ministre, l'accord de coalition prévoyant qu'il cède le poste à Leo Varadkar (Fine Gael) à la fin 2022. |
| 9 février  | Suisse      | Référendums              | Deux objets sont soumis à votation : l'initiative populaire « Davantage de logements abordables » et l'interdiction de la discrimination en raison de l'orientation sexuelle. | L'initiative sur les logements est rejetée par 57,10 % des voix, tandis que la norme anti homophobie est approuvée à 63,10 %. |
| 9 février  | Cameroun    | Législatives Municipales | Le Cameroun, dirigé depuis 1982 par le président Paul Biya, est généralement considéré comme un régime autoritaire. Les élections législatives étaient initialement prévues pour septembre 2018. Début 2020, le pays subit toujours la menace des terroristes islamistes de Boko Haram dans l'extrême nord, tandis que l'ouest anglophone du pays, où la population s'estime marginalisée, connaît un conflit armé et subit la répression. | Le Rassemblement démocratique du peuple camerounais (RDPC ; attrape-tout, autoritaire) du président Paul Biya conserve sa majorité écrasante des sièges. |
| 9 février  | Azerbaïdjan | Législatives             | Élections anticipées de quelques mois. L'Azerbaïdjan est un régime autoritaire, où des dizaines d'opposants politiques, de journalistes et de défenseurs des droits de l'homme sont emprisonnés ou bien surveillés et confrontés à des actes d'intimidation. Les médias sont contrôlés par le gouvernement et les partis d'opposition ne peuvent faire campagne librement.                                                                 | Le Parti du nouvel Azerbaïdjan (autoritaire, conservateur, laïc, étatiste) au pouvoir conserve sans surprise sa majorité absolue des sièges, ceux restants revenant à des élus indépendants et à une poignée de petits partis. |
| 21 février | Iran        | Législatives             | 1er tour. L'Iran est une république islamique et autoritaire. Seuls les candidats approuvés par le Conseil des gardiens de la Constitution sont autorisés à se présenter. Le Conseil des gardiens disqualifie un très grand nombre de candidats, dont la plupart des modérés et réformistes, y compris des députés sortants. La victoire est ainsi acquise d'emblée aux conservateurs.                                                     | La quasi-totalité des sièges sont pourvus au premier tour. Les divers mouvements « principlistes » (droite conservatrice) obtiennent sans surprise une large victoire, avec près de 80 % des sièges. Le taux de participation, qui n'atteint que 42,6 %, est toutefois le plus bas dans l'histoire de la république islamique. |
| 22 février | Togo        | Présidentielle           | | Faure Gnassingbé (Union pour la République : droite) est réélu sans surprise dès le premier tour avec 72,4 % des suffrages, un résultat contesté par l'opposition qui accuse le gouvernement de fraude électorale. |
| 23 février | Comores     | Législatives             | 2d tour. Le gouvernement dispose déjà d'une majorité absolue des sièges à l'issue du premier tour, le scrutin ayant été boycotté par les principaux partis d'opposition. | À l'issue du second tour, l'alliance présidentielle menée par le parti Convention pour le renouveau des Comores dispose de la quasi-totalité des sièges pourvus au scrutin direct, deux sièges revenant à des élus indépendants. Les partis d'opposition n'ont aucun siège à la nouvelle assemblée. |
| 29 février | Slovaquie   | Législatives             | | Parlement sans majorité. L'alliance des partis Les Gens ordinaires et personnalités indépendantes (centre-droit conservateur) et Nouvelle majorité (centre-droit conservateur chrétien, libéral en économie) obtient la majorité relative avec un peu plus d'un tiers des sièges. Le parti SMER – social-démocratie (centre-gauche conservateur, national-populiste), au pouvoir, recule à la deuxième place avec un quart des sièges. Le 21 mars, un nouveau gouvernement dirigé par Igor Matovič est formé. |

### Mars
| Date          | Pays                                | Élections                   | Contexte | Résultats |
| ------------- | ----------------------------------- | --------------------------- | --- | --- |
| 1er mars      | Tadjikistan                         | Législatives                | Bien que les partis politiques d'opposition y soient tolérés et aient quelques élus au Parlement, le Tadjikistan est généralement considéré comme un régime autoritaire. Des opposants politiques et des journalistes qui critiquent le gouvernement sont emprisonnés. | Le Parti démocrate populaire (étatiste, autoritaire, laïc) conserve une écrasante majorité des sièges, les autres sièges revenant à des partis alliés. Le seul parti d'opposition en lice, le Parti social démocrate, n'obtient aucun siège. |
| 2 mars        | Israël                              | Législatives                | Troisièmes élections anticipées en moins d'un an. | Parlement sans majorité. L'alliance des partis de droite et d'extrême-droite menée par le Likoud (droite national-conservatrice, populiste, libérale en économie) du Premier ministre Benyamin Netanyahou manque de peu d'obtenir la majorité absolue des sièges et devance de quelques sièges l'opposition centriste et de centre-gauche menée par l'alliance Bleu et blanc (centriste, libérale, laïque) de Benny Gantz. Ce n'est qu'au mois de mai qu'un gouvernement est formé, mettant fin à plus de 500 jours de paralysie politique dans le pays. Le deux principaux partis s'entendent pour que Benyamin Netanyahou demeure Premier ministre pendant un an et demi, avant de céder à la direction du gouvernement à Benny Gantz. Outre leurs partis respectifs, la coalition inclut le parti Shas (conservateur, populiste, ultra-orthodoxe), le parti Judaïsme unifié de la Torah (droite ultra-orthodoxe), le Gesher (social-libéral, laïc) et le Parti travailliste (social-démocrate). Le gouvernement se disloque toutefois en décembre, entraînant de nouvelles élections programmées pour mars 2021. |
| 2 mars        | Guyana                              | Législatives Présidentielle | Élections initialement anticipées à la suite du vote d'une motion de censure, mais reportée à la suite d'un long contentieux constitutionnel sur sa validité. | Après une crise liée à des accusations de fraude électorale qui ne s'achève que le 8 juin avec un recompte supervisé par la Caricom, la coalition du Partenariat pour l'unité nationale (gauche) et de l'Alliance pour le changement (gauche socialiste), du président David Granger, soutenue principalement par la population afro-guyanienne, perd sa très courte majorité absolue des sièges, au profit du Parti progressiste du peuple (gauche populiste, historiquement communiste), soutenu principalement par la population indo-guyanienne. Irfaan Ali (PPP) devient ainsi président de la République. |
| 19 mars       | Vanuatu                             | Législatives                | | Alternance. Comme à l'accoutumée, ces élections produisent un parlement sans majorité et très fragmenté. Le parti Terre et Justice (traditionaliste) termine en tête avec environ un siège sur six, devançant de peu le Vanua'aku Pati (centre-gauche) et le Mouvement de réunification pour le changement (conservateur) du Premier ministre Charlot Salwai. Les députés élisent le candidat de l'opposition sortante, Bob Loughman du Vanua'aku Pati, à la fonction de Premier ministre. Il forme un gouvernement de coalition comprenant notamment l'Union des partis modérés (centre-droit) et le Parti national unifié (centre-gauche) |
| 22 mars       | Guinée                              | Législatives                | Reportées depuis septembre 2018. | Le parti Rassemblement du peuple de Guinée (centre-gauche), parti du président, accroît sa majorité absolue des sièges à l'Assemblée nationale et atteint la majorité des deux tiers. |
| 22 mars       | Guinée                              | Référendum constitutionnel  | Le référendum doit permettre au président Alpha Condé de se représenter pour un troisième mandat. | La proposition de permettre à Alpha Condé de briguer un troisième mandat présidentiel est approuvée par 89,76 % des votants avec un taux de participation de 58 %, les opposants ayant largement boycotté le référendum. |
| 22 mars       | Abkhazie (Géorgie)                  | Présidentielle              | République sécessionniste de Géorgie depuis 1992. Scrutin anticipé à la suite d'un soulèvement populaire ayant conduit à la démission du président Raul Khadjimba, réélu de manière controversée l'année précédente.                                                   | Alternance. L'opposant Aslan Bjania (sans étiquette) est élu dès le premier tour avec 58,9 % des suffrages face à deux autres candidats dont Adgur Ardzinba (Forum pour l'unité nationale), le candidat du pouvoir sortant qui recueille 36,9 % des voix. |
| 27 mars       | Tadjikistan                         | Sénatoriales                | Scrutin indirect | En attente des résultats. |
| 29 mars       | Mali                                | Législatives                | 1er tour. Le 25 mars, Soumaïla Cissé, le chef du principal parti d'opposition l'Union pour la république et la démocratie (centre-gauche), est enlevé par des hommes armés non-identifiés, qui tuent son garde du corps.                                               | |
| 30 et 31 mars | Irlande                             | Sénatoriales                | Scrutin indirect | Légère progression du Fianna Fáil au détriment des autres formations. |
| 31 mars       | Artsakh Haut-Karabagh (Azerbaïdjan) | Présidentielle Législatives | République sécessionniste d'Azerbaïdjan entre 1991 et 2023. 1er tour de la présidentielle et tour unique des législatives. | Parlement sans majorité. Le parti Mère patrie libre (centre-droit chrétien, conservateur) conserve la majorité relative des sièges et manque de peu la majorité absolue. |

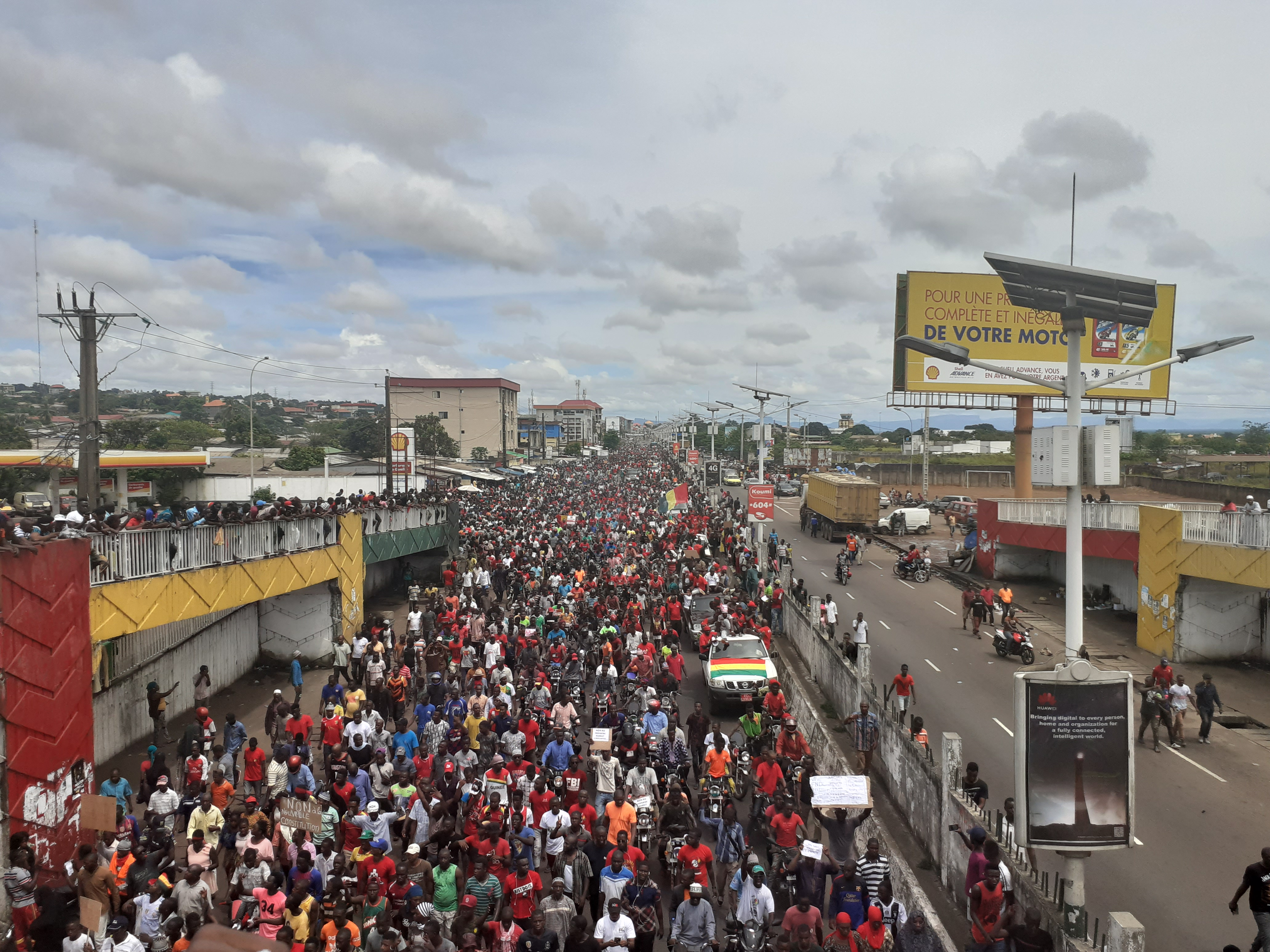
Manifestation contre la tenue du référendum en Guinée en mars 2020.

### Avril
| Date           | Pays                                | Élections      | Contexte | Résultats |
| -------------- | ----------------------------------- | -------------- | --- | --- |
| 14 avril       | Artsakh Haut-Karabagh (Azerbaïdjan) | Présidentielle | 2d tour. Le président Bako Sahakian (Parti démocrate : centre-droit conservateur) ne se représente pas. Arayik Haroutiounian (Mère patrie libre : centre-droit chrétien, conservateur) manque de peu de remporter l'élection au premier tour, où il obtient 49,2 % des suffrages. | En raison de la pandémie de Covid-19 dans le pays, Masis Mayilyan (sans étiquette) appelle les électeurs à ne pas se rendre aux urnes pour le second tour, entrainant l'élection d'Haroutiounian à une écrasante majorité de 88,01 % des suffrages exprimés, avec un taux de participation de 45 %. |
| 14 et 21 avril | Kiribati                            | Législatives   | | Alternance. Le nouveau parti d'opposition Kiribati d'abord, créé pour s'opposer à la décision du gouvernement de rompre les relations diplomatiques des Kiribati avec Taïwan, remporte une courte majorité absolue des sièges. Le parti Tobwaan Kiribati, du président Taneti Maamau, conserve un peu plus d'un quart des sièges. Le 22 mai, les députés autorisent le président sortant et Banuera Berina, le chef du parti Kiribati d'abord, à se présenter à l'élection présidentielle du 22 juin. |
| 15 avril       | Corée du Sud                        | Législatives   | Dans le cadre de la pandémie de Covid-19 en Corée du Sud, de nombreuses précautions sont prises pour permettre à tous les citoyens, dont ceux atteints par la maladie, de voter.                                                                                                  | Le Parti démocrate (centre à centre-gauche, social-libéral, progressiste) du président Moon Jae-in, qui disposait d'une majorité relative des sièges au Parlement, remporte la majorité absolue des sièges. |
| 19 avril       | Mali                                | Législatives   | 2d tour. | Parlement sans majorité. Le parti Rassemblement pour le Mali (centre-gauche) du président Ibrahim Boubacar Keïta recule mais conserve sa majorité relative avec un peu plus d'un tiers des sièges. |

### Mai
| Date    | Pays     | Élections                   | Contexte | Résultats |
| ------- | -------- | --------------------------- | --- | --- |
| 1er mai | Palaos   | Référendum constitutionnel  | Porte sur un amendement constitutionnel supprimant une partie de la définition des limites des eaux territoriales du pays, devenue trop précise. | L'amendement est approuvée à une large majorité de 96,80 % des votants. |
| 20 mai  | Burundi  | Présidentielle Législatives | Le pays connaît depuis cinq ans une crise politique violente, les opposants au régime sont brutalement réprimés et près de 25 000 personnes ont dû fuir le pays. Cette crise politique se double d'une grave crise économique, qui devient le sujet principal de la campagne. Les élections ne sont pas reportées malgré la pandémie de Covid-19 qui touche le pays ; l'opposition s'inquiète du fait que la situation sanitaire ne permet pas la venue d'observateurs étrangers pour le déroulement du scrutin. Le président Pierre Nkurunziza, au pouvoir depuis quinze ans, ne se représente pas. Il demeure toutefois le « guide suprême éternel » de son parti, le CNDD-FDD (ancien groupe rebelle hutu, droite chrétienne, ethnique et autoritaire). Il meurt subitement d'une crise cardiaque le 8 juin, à l'âge de 55 ans. | Évariste Ndayishimiye, le candidat du parti présidentiel CNDD-FDD, est élu président de la République dès le premier tour avec 71,5 % des voix face aux six autres candidats dont notamment Agathon Rwasa (Congrès national pour la liberté ; 25,2 %), ancien chef rebelle hutu des Forces nationales de libération. Le CNDD-FDD conserve sa très large majorité des sièges à l'Assemblée nationale. |
| 25 mai  | Suriname | Législatives                | Avec un seul cas encore actif, le Suriname estime avoir surmonté le Covid-19, mais impose néanmoins des mesures de précaution aux électeurs. Condamné en décembre 2019 à vingt ans de prison pour le meurtre de quinze personnes en 1982, le président Desi Bouterse (Parti national démocratique : gauche populiste, multi-ethnique) bénéficie de l'immunité présidentielle et espère conserver une majorité parlementaire qui le reconduirait à la tête de l'État. | Parlement sans majorité. Alternance. Le Parti pour la réforme progressiste (centre-gauche social-libéral, troisième voie, issu principalement de la communauté d'origine indienne) obtient la majorité relative avec quelque 40 % des sièges, tandis que le Parti national démocratique perd sa majorité absolue et conserve moins de 30 % des sièges. Le 13 juillet, les députés élisent Chan Santokhi (Parti pour la réforme progressiste) à la présidence de la République. Il est le seul candidat, Desi Bouterse ayant renoncé à se présenter. Le Parti pour la réforme progressiste forme un gouvernement de coalition majoritaire avec le Parti national (centre-gauche social-démocrate, principalement soutenu par la population d'ascendance africaine), le Parti général pour la libération et le développement (centre-gauche, principalement soutenu par les marrons bushinenge), et le parti Empire glorieux (ou Pertjajah Luhur) issu de la communauté d'ascendance javanaise. Ronnie Brunswijk, ancien chef rebelle des « Commandos de la jungle » devenu chef du PGLD, est élu vice-président. |
| 30 mai  | Niue     | Législatives                | État associé de la Nouvelle-Zélande. Petit État insulaire, Niue est l'un des rares pays au monde à ne pas avoir été atteint par la pandémie de Covid-19. Pour se protéger, le pays a toutefois fermé ses frontières. Il n'existe pas de partis politiques à Niue. | Toke Talagi, Premier ministre depuis 2008, perd son siège de député et ne peut donc être reconduit à la direction du gouvernement. Le gouvernement sortant dispose toutefois toujours de la majorité absolue des sièges au Parlement, et Dalton Tagelagi, le ministre de l'Agriculture et de l'Environnement, devient Premier ministre. |

### Juin
| Date           | Pays                       | Élections      | Contexte | Résultats |
| -------------- | -------------------------- | -------------- | --- | --- |
| 5 juin         | Saint-Christophe-et-Niévès | Législatives   | Les quinze personnes identifiées comme ayant été atteintes par la pandémie de Covid-19 sont toutes guéries depuis la mi-mai. Dans les bureaux de vote, les électeurs doivent toutefois porter un masque, se désinfecter les mains et respecter la distanciation sociale.                         | Le gouvernement de coalition rassemblant le Mouvement d'action populaire (centre-droit conservateur), le Mouvement des citoyens conscients (droite) et le Parti travailliste du peuple (centre-gauche) accroît sa large majorité des sièges. Timothy Harris (PTP) demeure Premier ministre. |
| 21 juin        | Serbie                     | Législatives   | | La coalition menée par le Parti progressiste serbe (droite national-conservatrice, populiste, libérale en économie et pro-européenne) au pouvoir remporte largement les élections, accroissant nettement sa majorité absolue des sièges, dans le contexte d'un boycott de nombreux partis d'opposition qui ne considèrent pas les conditions d'organisation du scrutin comme démocratiques. Ana Brnabić (PPS) devrait demeurer présidente du gouvernement. |
| 22 juin        | Kiribati                   | Présidentielle | Les deux candidats à cette élection, soit le président sortant et le candidat de l'opposition sortante, ont été choisis par le Parlement élu en avril. Les partis politiques aux Kiribati sont des rassemblements fluctuants de personnes, sans position particulière sur l'échiquier politique. | Le président Taneti Maamau (parti Tobwaan Kiribati) est réélu avec 59,3 % des voix face à l'unique candidat d'opposition Banuera Berina. |
| 23 juin        | Malawi                     | Présidentielle | La précédente élection en 2019 a été annulée pour fraude électorale. | Alternance. Lazarus Chakwera (Parti du congrès : centre-droit conservateur, étatiste, ubuntu) est élu dès le premier tour avec 59,3 % des voix face au président sortant Peter Mutharika (Parti démocrate-progressiste : attrape-tout ; 39,9 %) et à un autre candidat. |
| 24 juin        | Mongolie                   | Législatives   | | Le Parti du peuple (centre-gauche) conserve sa majorité écrasante des sièges. Ukhnaagiin Khürelsükh (Parti du peuple) devrait demeurer Premier ministre. Le chef de l'État, Khaltmaagiyn Battulga (Parti démocrate : centre-droit), doit donc continuer à composer avec une cohabitation. |
| 25 mai-27 juin | Islande                    | Présidentielle | | Guðni Jóhannesson (sans étiquette, historien) est réélu avec 91,3 % des voix face à un unique adversaire : Guðmundur Jónsson (se présentant sans étiquette mais issu du Parti populaire de la Droite verte (en) : droite populiste, libertarien, écologie libérale). |
| 28 juin        | Pologne                    | Présidentielle | 1er tour. Scrutin reporté de plus d'un mois en raison de la pandémie de maladie à coronavirus. | Le président Andrzej Duda et le maire de Varsovie Rafał Trzaskowski se qualifient pour le second tour. |

### Juillet
| Date                   | Pays                   | Élections                  | Contexte | Résultats |
| ---------------------- | ---------------------- | -------------------------- | --- | --- |
| 25 juin au 1er juillet | Russie                 | Référendum constitutionnel | Référendum sur plusieurs amendements de la Constitution. Les citoyens doivent voter pour ou contre un ensemble de quatorze propositions, et ne peuvent se prononcer sur chacune individuellement. Outre l'intégration à la Constitution du rôle de l'État en mesure de protection sociale, l'une des propositions est de permettre au président Vladimir Poutine de briguer deux nouveaux mandats à la tête de l'État. D'autres amendements proposés affirment la foi en Dieu du peuple russe, interdisent le mariage homosexuel, interdisent le « dénigrement » des « haut faits des défenseurs de la patrie » et donnent à l'État le « devoir de soutenir les compatriotes vivant à l'étranger dans l'exercice de leurs droits, la défense de leurs intérêts et la préservation de l'identité culturelle russe ». L'ONG russe Golos dénonce l'impossibilité pour les partisans du « non » d'avoir accès aux médias pour faire campagne. | Le paquet de propositions est approuvé par 77,9 % des votants. |
| 5 juillet              | Croatie                | Législatives               | | Parlement sans majorité. L'Union démocratique (droite national-conservatrice, chrétienne-démocrate et pro-européenne) accroît sa majorité relative des sièges. L'Union démocratique forme quelques semaines plus tard un nouveau gouvernement bénéficiant du soutien de plusieurs partis mineurs, permettant à son dirigeant Andrej Plenković d'être reconduit au poste de Premier ministre.                                                  |
| 5 juillet              | République dominicaine | Présidentielle             | Le président Danilo Medina (Parti de la libération) ne se représente pas, la Constitution ne permettant pas au chef de l'État d'exercer plus de deux mandats. | Alternance. Luis Abinader (Parti révolutionnaire moderne : centre à centre-gauche, social-démocrate, troisième voie) est élu dès le premier tour avec 52,5 % des voix face à cinq autres candidats dont Gonzalo Castillo (Parti de la libération : centre-droit social-libéral). Cette alternance met fin à seize ans de pouvoir du Parti de la libération.                                                                                   |
| 5 juillet              | République dominicaine | Parlementaires             | | Le Parti révolutionnaire moderne remporte également la majorité absolue des sièges aux deux chambres du Congrès, où le Parti de la libération détenait la majorité absolue durant la législature précédente. |
| 10 juillet             | Singapour              | Législatives               | | Pour la 15e fois consécutive le Parti d'action populaire (centre-droit conservateur, libéral en économie, autoritaire), au pouvoir depuis 1959, remporte une large majorité absolue des sièges. Le Parti des travailleurs (en) (centre-gauche social-démocrate et progressiste) demeure le principal parti d'opposition au Parlement. Lee Hsien Loong (PAP) demeure Premier ministre.                                                         |
| 12 juillet             | Pologne                | Présidentielle             | 2e tour. | Le président Andrzej Duda (parti Droit et justice : droite à extrême-droite, national-conservateur, populiste, droite chrétienne, eurosceptique) est réélu avec 51,2 % des voix face à Rafał Trzaskowski (Coalition civique : centriste, libérale, pro-européenne). |
| 13 juillet             | Suriname               | Présidentielle             | Scrutin indirect par le parlement. L'élection fait l'objet de retards dus à la courte crise politique liée au décompte des résultats des élections législatives de juin, ainsi qu'à la contamination par le SARS-CoV-2 du président de la chambre et des principaux dirigeants de la nouvelle coalition au pouvoir. | Le dirigeant du Parti progressiste de la réforme, Chan Santokhi, jugé favori, accède à la présidence par acclamation en l'absence d'autres candidatures. |
| 15 juillet             | Macédoine du Nord      | Législatives               | Élections anticipées | Assemblée sans majorité. L'Union sociale-démocrate (centre-gauche social-démocrate et pro-européen) et ses alliés conservent leur très courte majorité relative des sièges. Ceux ci reconduisent une coalition resserrée avec l'Union démocratique pour l'intégration (DUI), une formation défendant les droits de la minorité albanaise, ce qui permet au chef de la SDSM Zoran Zaev d'être reconduit au poste de Président du gouvernement. |
| 19 juillet             | Syrie                  | Législatives               | Ces élections sont organisées alors que le gouvernement semble sortir victorieux de la guerre civile syrienne qui dure depuis 2011 et alors que la pandémie de Covid-19 en Syrie semble se stabiliser. Tous les partis politiques autorisés sont membres du Front national progressiste et subordonnés à l'autorité du parti Baas. Il leur est interdit de critiquer le gouvernement. Si les citoyens peuvent choisir entre plusieurs listes de candidats, chaque liste doit être composée au moins aux deux tiers de membres du parti Baas. | Le parti Baas (néo-baasiste, autoritaire, fondé sur un culte de la personnalité) conserve sa large majorité des sièges, tandis que les autres élus lui sont également affiliés. Le taux de participation n'est que de 33,2 %. |
| 20 juillet             | Burundi                | Sénatoriales               | Scrutin indirect | Le CNDD-FDD conserve sa très large majorité des sièges avec 34 sièges sur les 36 élus. Le Congrès national pour la liberté et l'Union pour le progrès national, dans l'opposition, n'obtiennent qu'un sièges chacun. Trois autres sièges sont réservés à la minorité Twas, et quatre autres aux anciens présidents, de droit sénateurs à vie.                                                                                                 |

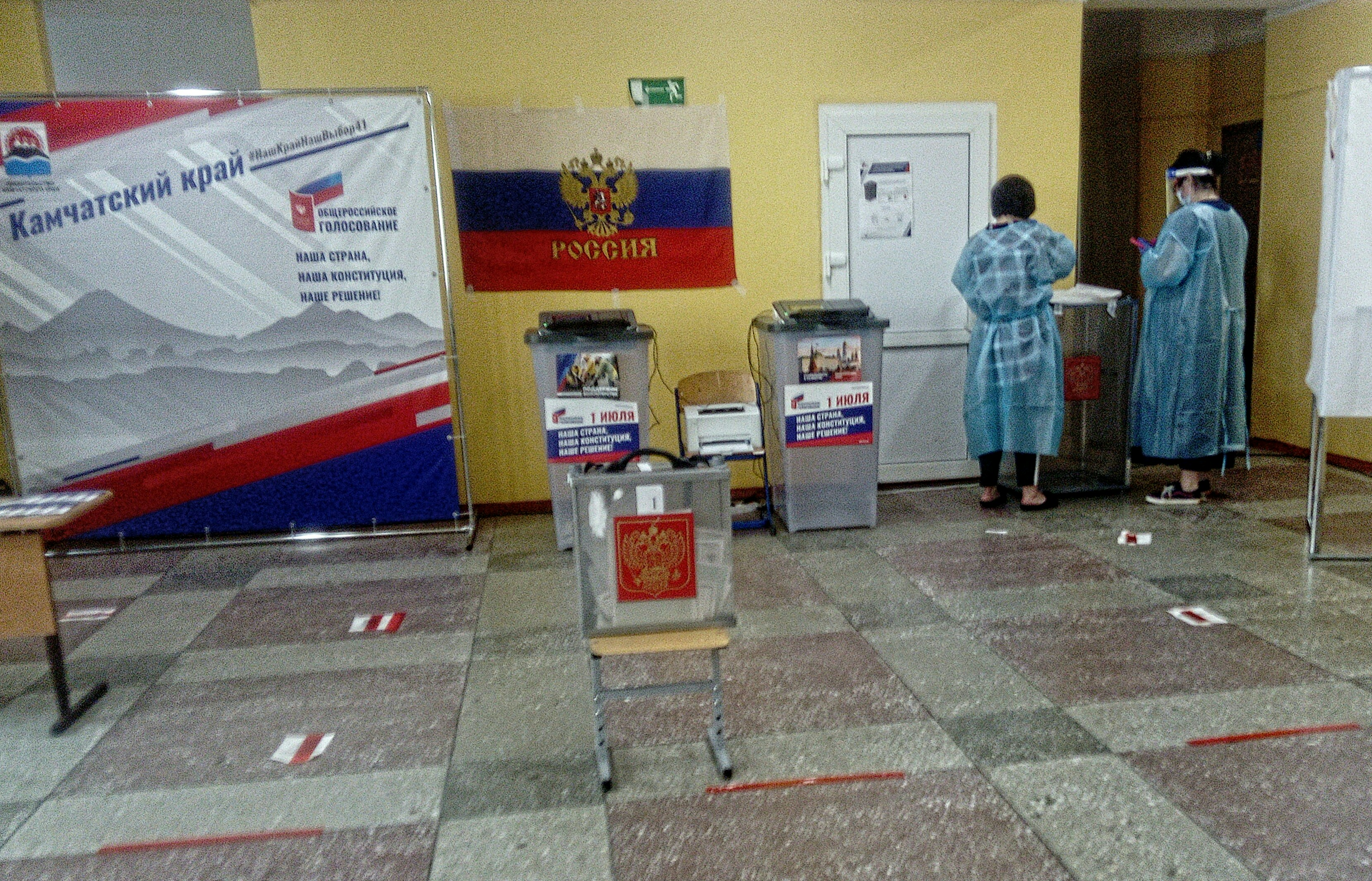
Bureau de vote dans le kraï du Kamtchatka pour le référendum russe de juillet 2020.
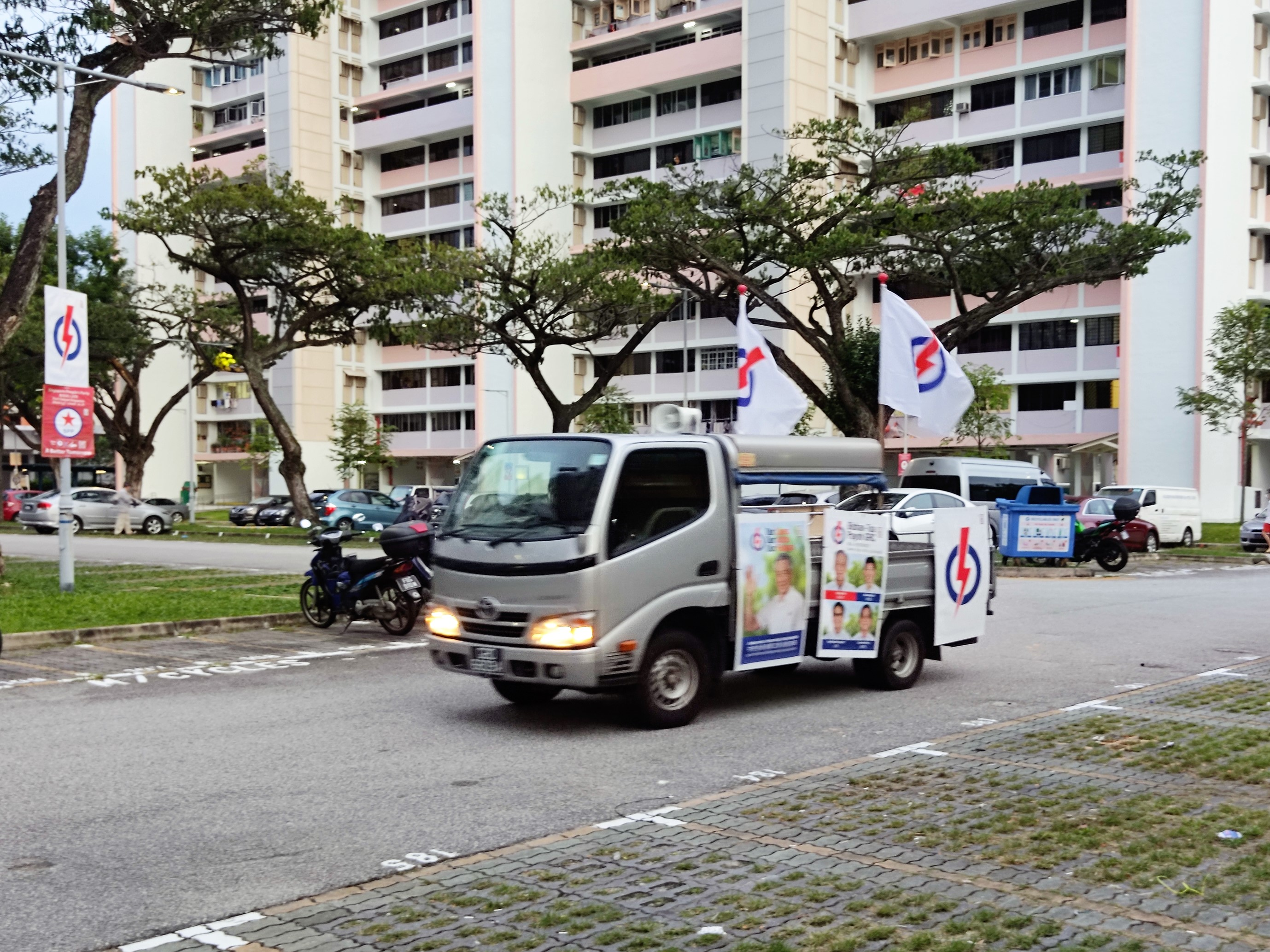
Véhicule de campagne du Parti d'action populaire pour les élections de juillet 2020 à Singapour. Sur le lampadaire se trouvent des affiches du Parti d'action populaire et du Parti populaire.

### Août
| Date          | Pays              | Élections      | Contexte | Résultats |
| ------------- | ----------------- | -------------- | --- | --- |
| 5 août        | Sri Lanka         | Législatives   | | L'alliance du Front du peuple (droite sociale, nationalisme ethnique et bouddhiste) du nouveau président Gotabaya Rajapaksa remporte la majorité absolue des sièges. Le Parti national uni (droite conservatrice, libérale en économie), qui disposait de la majorité relative durant la législature sortante, perd tous ses sièges sauf un, victime de ses divisions. |
| 9 août        | Biélorussie       | Présidentielle | La Biélorussie n'est généralement pas considérée comme une démocratie. La campagne et le scrutin se déroulent dans un contexte d'intimidations. Quelque 2 000 personnes sont arrêtées. | Le président Alexandre Loukachenko (sans étiquette) est déclaré réélu avec 80,2 % des voix pour un sixième mandat. Il l'emporte face à quatre autres candidats, dont notamment Svetlana Tikhanovskaïa (sans étiquette ; 9,9 %), devenue la principale figure de l'opposition pour cette élection. Des manifestants contestent les résultats annoncés, et sont réprimés par la police anti-émeute. Svetlana Tikhanovskaïa se réfugie en Lituanie. |
| 10 août       | Trinité-et-Tobago | Législatives   | | Le Mouvement national du peuple (centriste, libéral) conserve sa très courte majorité absolue des sièges. Keith Rowley demeure Premier ministre. |
| 11 et 12 août | Égypte            | Sénatoriales   | 1er tour. | La Liste nationale unifiée menée par le Parti pour l'avenir de la nation (attrape-tout, autoritaire, populiste, laïc), qui soutient de manière affirmée le président Abdel Fattah al-Sissi, obtient 173 sièges dès le premier tour sur les 200 à pourvoir, dont la totalité des 100 sièges au scrutin de liste en l'absence de listes concurrentes. |
| 12 août       | Kazakhstan        | Sénatoriales   | Scrutin indirect. Renouvellement par moitié. | L'ensemble des candidats comme des élus sont sans étiquettes. |
| 30 août       | Monténégro        | Législatives   | | Alternance, pour la première fois depuis la fin du régime à parti unique en 1990. La coalition au pouvoir menée par le Parti démocratique socialiste (centre-gauche) perd sa majorité. La coalition de droite conservatrice et populiste « Pour l'avenir du Monténégro » menée par le Front démocratique (droite pro-européenne et attrape-tout) s'allie avec la coalition « La paix est notre nation » menée par les Democrates (centre-droit conservateur, libéral en économie, pro-européen et attrape-tout), et avec le parti Action réformiste unie (centre-gauche social-libéral, libéralisme vert, progressiste et pro-européen). Ensemble, ces partis et alliances d'opposition disposent d'une majorité absolue d'un siège au Parlement. En attente de la formation d'un gouvernement. |
| 30 août       | Liechtenstein     | Référendum     | Les électeurs sont amenés à se prononcer sur un amendement constitutionnel promouvant la parité des sexes dans les instances politiques, sur l'autorisation de la double nationalité chez les naturalisés, ainsi que sur la mise en œuvre d'un projet de liaison ferroviaire avec l'Autriche. | La population rejette les trois propositions à de larges majorités. |

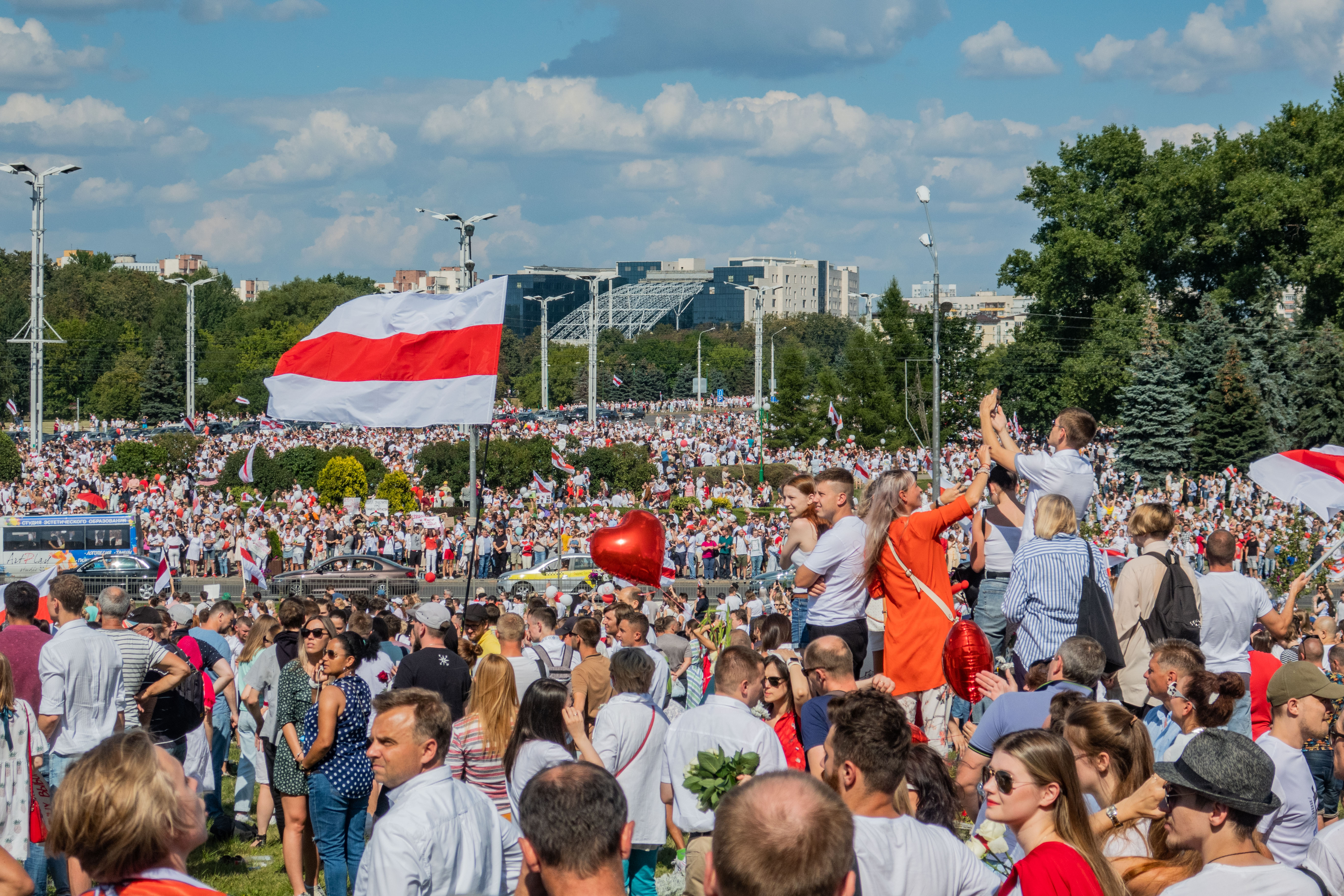
Manifestation le 16 août contre le résultat de l'élection présidentielle biélorusse, jugé frauduleux par l'opposition.

### Septembre
| Date               | Pays     | Élections                  | Contexte | Résultats |
| ------------------ | -------- | -------------------------- | --- | --- |
| 3 septembre        | Jamaïque | Législatives               | | Le scrutin est une large victoire pour le Parti travailliste (centre-droit conservateur, libéral en économie ; JLP) du Premier ministre sortant Andrew Holness. Le JLP enregistre une forte hausse tant en termes de suffrages que de sièges, malgré une baisse de la participation due au contexte de la pandémie de Covid-19 qui touche alors le pays. |
| 8 et 9 septembre   | Égypte   | Sénatoriales               | 2d tour. Le scrutin n'a qu'un enjeu limité, le gouvernement ayant remporté la majorité absolue des sièges dès le premier tour en août et les partis d'opposition étant de fait exclus des élections. | Le taux de participation n'est que de 10,2 %. Le Parti pour l'avenir de la nation (attrape-tout, autoritaire, populiste, laïc) et ses alliés remportent la quasi-totalité des sièges pourvus par élection, malgré l'élection de quelques sénateurs sans étiquette. Un tiers des sénateurs sont nommés par le président de la République.                 |
| 11 septembre       | Iran     | Législatives               | 2d tour. Les clercs du Conseil des gardiens ayant rejeté la quasi-totalité des candidatures des réformistes (modérés, centristes, libéralisme islamique, démocratie islamique), les divers mouvements dits « principlistes » ou fondamentalistes (droite conservatrice islamiste) ont remporté une large victoire dès le premier tour en février. Le second tour, reporté en raison de la pandémie de Covid-19, ne concerne que onze sièges. | En attente des résultats. |
| 20 et 21 septembre | Italie   | Référendum constitutionnel | Porte sur un amendement constitutionnel visant à réduire le nombre de parlementaires. | L'amendement est approuvé par près de 70 % des votants. |
| 27 septembre       | Suisse   | Référendums                | Cinq objets sont soumis à la votation: L'initiative populaire « Pour une immigration modérée ». Une modification de la loi sur la chasse et la protection des mammifères et oiseaux sauvages. Une modification de la loi fédérale sur l'impôt fédéral direct. Une modification de la loi sur les allocations pour perte de gain en cas de service et de maternité. L'arrêté fédéral relatif à l'acquisition de nouveaux avions de combat.    | |
| 27 septembre       | France   | Sénatoriales               | Scrutin indirect. Renouvellement par moitié. | Le scrutin aboutit à un renforcement de la majorité de la droite et du centre. Les partis composant la majorité à l’Assemblée nationale échouent quant à eux à s'imposer, tandis qu'un groupe écologiste réapparaît. |

### Octobre
| Date             | Pays                    | Élections                     | Contexte | Résultats |
| ---------------- | ----------------------- | ----------------------------- | --- | --- |
| 1er octobre      | Bermudes                | Législatives                  | Territoire britannique d'outre-mer | Victoire du Parti travailliste progressiste du Premier ministre sortant David Burt, qui accroit sa majorité absolue à l'assemblée avec 30 sièges sur 36. |
| 2-3 octobre      | Tchéquie                | Sénatoriales                  | Renouvellement du Sénat par tiers. | Second tour des sénatoriales les 9 et 10 octobre. |
| 4 octobre        | Kirghizistan            | Législatives                  | | Le parti Birimdik (centre-gauche social-démocrate) du président Sooronbaï Jeenbekov obtient la majorité relative avec plus d'un tiers des sièges. Les partis favorables au gouvernement obtiennent en tout près des neuf-dixièmes des sièges. D'importantes manifestations éclatent, et le 6 octobre la commission électorale annule les résultats, entachés d'irrégularités. |
| 7 octobre        | Guernesey               | Législatives                  | Dépendance de la Couronne britannique. À la suite d'un référendum ayant conduit au changement du système électoral en vigueur, des partis politiques participent aux élections pour la première fois de l'histoire de l'île. | Deux nouveaux partis font ainsi leur entrée à l'assemblée : le Partenariat des indépendants de Guernesey ainsi que le Parti de Guernesey avec respectivement dix et six sièges, les candidats Indépendants conservant une large prépondérance avec 22 sièges. |
| 11 octobre       | Tadjikistan             | Présidentielle                | Les élections au Tadjikistan ne sont généralement pas considérées comme démocratiques. | Le président Emomalii Rahmon (Parti démocrate populaire : autoritaire, étatiste, laïc), au pouvoir depuis 1992, est déclaré réélu avec 90,9 % des voix face à quatre autres candidats. |
| 11 octobre       | Chypre du Nord (Chypre) | Référendum constitutionnel    | État sécessionniste turc de Chypre depuis 1983. Porte sur un amendement augmentant le nombre de membres de la Cour suprême. | L'amendement proposé est rejeté à une très courte majorité, 50,13 % des votants s'exprimant en sa défaveur. |
| 17 octobre       | Nouvelle-Zélande        | Législatives                  | | Le Parti travailliste (centre-gauche, progressiste) de la Première ministre Jacinda Ardern remporte une courte majorité absolue des sièges. C'est la première fois depuis l'introduction d'un système électoral proportionnel en 1996 qu'un parti obtient la majorité absolue au Parlement. Son partenaire de gouvernement, le parti Nouvelle-Zélande d'abord (centriste, populiste) du vice-Premier ministre Winston Peters perd tous ses sièges, tandis que le Parti vert (gauche écologiste) qui assurait un soutien sans participation progresse légèrement. Jacinda Ardern demeure Première ministre, menant cette fois un gouvernement majoritaire travailliste. Un accord entre les travaillistes et le Parti vert conduit au soutien sans participation au Cabinet de ce dernier. Les deux co-chefs du Parti vert sont nommés ministres, en-dehors du Cabinet. |
| 17 octobre       | Nouvelle-Zélande        | Référendums                   | La population est amenée à se prononcer sur la légalisation de l'euthanasie ainsi que sur celle du cannabis à fins récréatives | La légalisation du Cannabis est rejetée à une courte majorité, tandis que celle de l'euthanasie est approuvée par près de deux tiers des suffrages exprimés. Cette dernière doit intervenir le 6 novembre 2021. |
| 18 octobre       | Bolivie                 | Présidentielle Parlementaires | À la suite des élections générales d'octobre 2019, le président Evo Morales (Mouvement vers le socialisme : gauche) a été contraint par l'armée de démissionner et de fuir le pays. Le gouvernement par intérim mené par Jeanine Áñez (Mouvement social démocrate : droite conservatrice, libérale en économie) a annulé le résultat des élections et annoncé la tenue de nouveaux scrutins. | Luis Arce (Mouvement vers le socialisme) est élu président de la République dès le premier tour, avec 55,1 % des voix, face à quatre autres candidats dont notamment Carlos Mesa (Coalition civique : centre à centre-gauche ; 28,8 %). Le Mouvement vers le socialisme accroît sa majorité absolue des sièges à la Chambre des députés et conserve sa majorité absolue au Sénat. |
| 11 et 18 octobre | Chypre du Nord (Chypre) | Présidentielle                | État sécessionniste turc de Chypre depuis 1983. | Alternance. Ersin Tatar (Parti de l'unité nationale : droite nationaliste et populiste, favorable au maintien d'un État nord-chypriote indépendant) est élu au second tour avec 51,7 % des voix face au président sortant Mustafa Akıncı (sans étiquette mais issu du Parti de la démocratie socialiste : centre-gauche social-démocrate, favorable à la réunification de Chypre). |
| 18 octobre       | Guinée                  | Présidentielle                | | Le président sortant Alpha Condé (Rassemblement du peuple de Guinée : centre-gauche) est réélu dès le premier tour pour un troisième mandat avec 59,5 % des suffrages exprimés, contre 33,5 % pour son principal opposant, Cellou Dalein Diallo (Union des forces démocratiques : centriste, libéral). Le scrutin, très controversé, donne lieu à d'importantes manifestations anti gouvernementales dès la fin des opérations de vote. |
| 22 au 24 octobre | Seychelles              | Présidentielle                | | Alternance. Wavel Ramkalawan (Union démocratique : centriste, libéral) est élu président de la République avec 54,8 % des voix dès le premier tour, face à deux autres candidats dont notamment le président sortant Danny Faure (Seychelles unies : gauche ; 43,5 %). C'est la première alternance à ce poste depuis l'indépendance du pays en 1976, le parti Seychelles unies ayant gouverné comme parti unique jusqu'en 1993 puis ayant remporté continuellement les élections présidentielles démocratiques. |
| 22 au 24 octobre | Seychelles              | Législatives                  | | L'Union démocratique accroît par ailleurs sa majorité absolue des sièges à l'Assemblée nationale, où elle était devenue majoritaire en 2016. |
| 11 et 25 octobre | Lituanie                | Législatives                  | 2d tour | Parlement sans majorité. Le parti d'opposition Union de la patrie - Chrétiens-démocrates (centre-droit conservateur) arrive en tête avec plus d'un tiers des sièges devant l'Union agraire et des verts (centre-droit agrarien et écologiste) du Premier ministre démissionnaire Saulius Skvernelis. Le taux de participation n'est que de 47,5 %. En attente de la formation d'un gouvernement. |
| 25 octobre       | Chili                   | Référendum                    | Les électeurs sont amenés à se prononcer sur un changement de constitution ainsi que sur la nature de l'organe chargé de la rédiger. Initialement prévu pour le 26 avril 2020, il est reporté en raison de la progression de la pandémie de maladie à coronavirus. | Les citoyens se prononcent à 78,3 % en faveur d'un changement de constitution, et à 79,0 % en faveur d'un assemblée constituante élue. Des élections constituantes sont prévues pour avril 2021. |
| 31 octobre       | Côte d'Ivoire           | Présidentielle                | Le président Alassane Ouattara se présente pour un troisième mandat, bien que la Constitution n'en permette que deux. Deux des trois autres candidats appellent au boycott du scrutin. | Alassane Ouattara (Rassemblement des houphouëtistes pour la démocratie et la paix : droite conservatrice et néolibérale) est réélu avec 94,3 % des suffrages exprimés, pour un taux de participation de 53,1 %. |

### Novembre
| Date                       | Pays                            | Élections                                | Contexte | Résultats |
| -------------------------- | ------------------------------- | ---------------------------------------- | --- | --- |
| 1er novembre               | Algérie                         | Référendum constitutionnel               | Porte sur une révision de la constitution promue par le président Abdelmadjid Tebboune. | La révision constitutionnelle est approuvée par un peu plus de deux tiers des suffrages, avec une très forte abstention, seuls un peu plus de 23 % des électeurs s'étant rendus aux urnes. |
| 22 septembre et 3 novembre | Palaos                          | Présidentielle                           | Ayant effectué deux mandats, le président sortant Tommy Remengesau n'est pas rééligible et ne se représente pas. | Surangel Whipps Jr, sénateur allié au président sortant, l'emporte au second tour avec 56,7 % des voix face au vice-président sortant Raynold Oilouch. |
| 3 novembre                 | Palaos                          | Parlementaires                           | Il n'y a pas de partis politiques aux Palaos. | Le Sénat connaît un important renouvellement, tandis que la plupart des membres de la Chambre des délégués sont réélus. |
| 3 novembre                 | États-Unis                      | Présidentielle Législatives Sénatoriales | Renouvellement d'un tiers du Sénat. | Alternance à la présidentielle. Joe Biden (Parti démocrate : centriste, social-libéral) est élu avec 51,3 % des suffrages populaires et 56,9 % des suffrages des grands électeurs face au président sortant Donald Trump (Parti républicain : droite conservatrice et populiste) et plusieurs candidats mineurs. Le Parti démocrate recule aux législatives mais conserve la majorité absolue des sièges à la Chambre des représentants. Alternance au Sénat, où le Parti démocrate remporte de peu la majorité absolue des sièges. |
| 5 novembre                 | Saint-Vincent-et-les-Grenadines | Législatives                             | | Le Parti travailliste uni (gauche à centre-gauche) accroît légèrement sa majorité absolue des sièges. Ralph Gonsalves demeure Premier ministre. |
| 8 novembre                 | Birmanie                        | Législatives                             | | La Ligue nationale pour la démocratie (centre-gauche) conserve la majorité absolue des sièges dans les deux chambres. |
| 10 novembre                | Jordanie                        | Législatives                             | Les élections se déroulent alors que la pandémie de Covid-19 en Jordanie s'intensifie. Un confinement débute dès la fin du scrutin. | Le taux de participation n'est que de 29,9 %. La très grande majorité des élus sont de nouveaux députés. Seuls 16 % sont membres de partis politiques, et le parti d'opposition Front islamique d'action (droite islamiste conservatrice, branche des Frères musulmans) subit un net recul. La Chambre des députés demeure « dominée par des hommes d'affaires et des représentants de puissantes tribus ». |
| 11 novembre                | Belize                          | Législatives                             | | Alternance. Le Parti uni du peuple (centriste, chrétien-démocrate et social-démocrate), principal parti d'opposition, remporte une large majorité des sièges. Johnny Briceño devient Premier ministre, succédant à Dean Barrow (Parti démocrate uni : centre-droit conservateur). |
| 1er et 15 novembre         | Moldavie                        | Présidentielle                           | Le scrutin prend comme le précédent la forme d'un vote sur les liens internationaux du pays, le second tour voyant s'affronter le président sortant Igor Dodon, pro-russe, à l'ancienne première ministre Maia Sandu, favorable à un rapprochement avec l'Union européenne. | Alternance. Maia Sandu (Parti action et solidarité : centre-droit libéral en économie et pro-européen) est élue au second tour avec 57,7 % des voix face au président sortant Igor Dodon (Parti des socialistes : gauche socialiste, populiste, nationaliste et conservatrice, pro-russe). |
| 31 octobre et 21 novembre  | Géorgie                         | Législatives                             | | Le parti Rêve géorgien (attrape-tout, populiste, libéral en économie, pro-européen), au pouvoir, subit un net recul mais conserve la majorité absolue des sièges. Le Mouvement national uni (droite populiste, libéral-conservatrice, pro-européenne) progresse et demeure le principal parti d'opposition. |
| 22 novembre                | Burkina Faso                    | Présidentielle                           | | Le président Roch Kaboré (Mouvement du peuple pour le progrès : centre-gauche) est réélu dès le premier tour avec (selon les résultats provisoires) 58,1 % des voix face à douze autres candidats dont notamment Zéphirin Diabré (Union pour le progrès et le changement : centriste, libéral ; 14,6 %) et Eddie Komboïgo (Congrès pour la démocratie et le progrès : centre-gauche ; 13,6 %). |
| 22 novembre                | Burkina Faso                    | Législatives                             | | Parlement sans majorité. Le Mouvement du peuple pour le progrès conserve sa majorité relative des sièges. L'Union pour le progrès et le changement subit un fort recul. Le Congrès pour la démocratie et le progrès devient le principal parti de l'opposition à l'Assemblée nationale. |
| 29 novembre                | Suisse                          | Référendums                              | Deux référendums sont soumis à la votation. | |
| 29 novembre                | Transnistrie (Moldavie)         | Législatives                             | République sécessionniste de Moldavie depuis 1990. Dans les deux tiers des circonscriptions, seul le candidat du parti Renouveau est en lice. | Avec un taux de participation de seulement 27,8 %, le parti Renouveau (centriste, libéral en économie) conserve sa majorité absolue des sièges. |

### Décembre
| Date                     | Pays                      | Élections                  | Contexte | Résultats |
| ------------------------ | ------------------------- | -------------------------- | --- | --- |
| 5 décembre               | Koweït                    | Législatives               | Il n'existe pas formellement de partis politiques. | L'opposition progresse nettement et remporte près de la moitié des sièges. |
| 6 décembre               | Roumanie                  | Parlementaires             | | Parlement sans majorité. Le Parti social-démocrate (attrape-tout, populiste, conservateur, libéral en économie), principal parti d'opposition, recule mais demeure la principale force aux deux chambres du Parlement, avec un tiers des sièges à la Chambre des députés et un tiers également au Sénat. Le Parti national libéral (centre-droit libéral-conservateur), parti du président Klaus Iohannis et du Premier ministre Ludovic Orban, progresse néanmoins et dispose du soutien de l'Alliance 2020 USR-PLUS (centre-droit libéral et progressiste). Le taux de participation n'atteint que 32 %. Florin Cîțu devient Premier ministre d'un gouvernement de centre droit composé des partis PNL-USR-PLUS-UDMR. |
| 6 décembre               | Venezuela                 | Législatives               | Le pays est en crise politique. Ayant perdu sa majorité à l'Assemblée nationale lors des élections législatives de 2015, le président Nicolás Maduro a fait élire en 2017 une assemblée concurrente qui lui est acquise et qui s'arroge les pouvoirs législatifs. De son côté, le président de l'Assemblée nationale, Juan Guaidó s'auto-proclame président de la République par intérim, sans toutefois disposer de pouvoirs effectifs. Les élections de 2020 sont boycottées par les partis d'opposition qui se rangent derrière Juan Guaidó, tandis que les partis d'opposition soutenant Henrique Capriles y participent. | Avec un taux de participation de seulement 31 %, le Parti socialiste unifié (gauche radicale et populiste) du président Maduro remporte un peu plus des deux tiers des sièges. |
| 7 décembre               | Ghana                     | Présidentielle             | | Le président Nana Akufo-Addo (Nouveau Parti patriotique : centre-droit libéral-conservateur) est réélu dès le premier tour avec 51,3 % des voix face à onze autres candidats, dont notamment John Mahama (Congrès démocratique national : centre-gauche ; 47,4 %). |
| 7 décembre               | Ghana                     | Législatives               | | Parlement sans majorité. Le Nouveau Parti patriotique perd une trentaine de sièges, tandis que le Congrès démocratique national progresse. Les deux partis se retrouvent à égalité, ayant chacun un siège de moins que la majorité absolue, ce dernier siège revenant à un élu sans étiquette. |
| 24 octobre au 8 décembre | Égypte                    | Législatives               | | Le Parti pour l'avenir de la nation (attrape-tout, populiste, laïque, parti lié aux forces armées et soutenant le président Abdel Fattah al-Sissi) obtient la majorité absolue des sièges. |
| 8 décembre               | Liberia                   | Sénatoriales               | Renouvellement par moitié du Sénat. | |
| 8 décembre               | Liberia                   | Référendum constitutionnel | | Le scrutin référendaire voit l'ensemble des huit propositions approuvées à une majorité absolue des suffrages exprimés, sans qu'aucune d'entre elles ne parvienne cependant à franchir le quorum exigé des deux tiers de ces mêmes suffrages, ce qui en rend le résultat invalide. Le manque d'information des électeurs quant aux effets et enjeux des amendements conduit à un faible taux de participation de seulement un tiers des inscrits, avec de surcroit un nombre de votes blancs et nuls par proposition dépassant quasi systématiquement celui des votes valides. |
| 11 décembre              | Madagascar                | Sénatoriales               | Scrutin indirect. | Boycotté par une grande partie de l'opposition, opposée à la réduction du nombre de sénateurs, le scrutin voit la victoire de la coalition Nous tous, ensemble avec Andry Rajoelina. |
| 27 décembre              | Niger                     | Présidentielle             | 1er tour de la présidentielle. | |
| 27 décembre              | Niger                     | Législatives               | Tour unique des législatives. | |
| 27 décembre              | République centrafricaine | Présidentielle             | À la suite de la troisième guerre civile centrafricaine, divers groupes armés contrôlent une grande partie du territoire. Certains empêchent la bonne tenue des élections dans plusieurs régions. | Le président Faustin-Archange Touadéra (sans étiquette) est réélu dès le premier tour avec 53,9 % des voix. |
| 27 décembre              | République centrafricaine | Législatives               | À la suite de la troisième guerre civile centrafricaine, divers groupes armés contrôlent une grande partie du territoire. Certains empêchent la bonne tenue des élections dans plusieurs régions. | 1er tour des législatives |